# Dodford (Northamptonshire)
Dodford est une paroisse civile et un village du Northamptonshire, en Angleterre.